# Лев (фільм, 2016)
«Лев» (англ. Lion) — австралійський біографічний драматичний фільм 2016 року режисера Гарта Девіса (його дебютний повнометражний фільм) за сценарієм Люка Девіса, заснованим на документальній книзі 2013 року «Довгий шлях додому» Сару Брієрлі. Головні ролі виконали Дев Пател, Санні Павар і Руні Мара. Фільм розповідає реальну історію про те, як хлопець зі штату Мадг'я-Прадеш Брієрлі, який загубився у віці 5 років і потрапив у Калькутту, а згодом був усиновлений подружжям з Австралії, через 25 років після розлуки з родиною в Індії, вирушив на її пошуки.
Фільм створений Австралією та Великою Британією. Світова прем'єра відбулася на Міжнародному кінофестивалі у Торонто 10 вересня 2016 року. Був позитивно сприйнятий критиками, які високо оцінили акторську гру (особливо Патела та Кідман), емоційну складову, візуальні ефекти, операторську роботу та сценарій. 
Стрічка отримала шість номінацій на «Оскар» на 89-й церемонії вручення премії, зокрема за найкращий фільм, найкращого актора другого плану (Пател), найкращу жіночу роль другого плану (Кідман) та найкращий адаптований сценарій. На 70-й церемонії вручення премії Британської кіноакадемії фільм отримав премію BAFTA за найкращого актора другого плану (Пател) та найкращий адаптований сценарій. Фільм також мав комерційний успіх, зібравши 140 мільйонів доларів у світовому прокаті та ставши одним із найкасовіших австралійських фільмів усіх часів.

## У ролях
| Актор              | Роль                                |
| ------------------ | ----------------------------------- |
| Дев Пател          | Сару Брірлі                         |
| Санні Павар        | Сару Брірлі (у дитинстві)           |
| Руні Мара          | Люсі (дівчина Сару)                 |
| Девід Венем        | Джон Брірлі (вітчим Сару)           |
| Ніколь Кідман      | Сью Брірлі (мачуха Сару)            |
| Абхішек Бхарате    | Гудду Хан (рідний брат Сару)        |
| Дівіан Ладва       | Мантош Брірлі (прийомний брат Сару) |
| Кешав Джадхав      | Мантош Брірлі (у дитинстві)         |
| Пріянка Бозе       | Камла Мунші (рідна мати Сару)       |
| Діпті Навал        | Сарой Суд                           |
| Таннішта Чаттерджі | Нур                                 |
| Паллаві Шарда      | Прама                               |
| Сачін Джоаб        | Бхарат                              |
| Арка Дас           | Самі                                |

## Виробництво
Зйомки фільму почались у січні 2015 року в Колкаті.

## Нагороди й номінації
| Список нагород і номінацій             | Список нагород і номінацій | Список нагород і номінацій               | Список нагород і номінацій              | Список нагород і номінацій | Список нагород і номінацій |
| Кінопремія                             | Дата церемонії             | Категорія                                | Номінант(и)                             | Результат                  | Дж                         |
| -------------------------------------- | -------------------------- | ---------------------------------------- | --------------------------------------- | -------------------------- | -------------------------- |
| Американське товариство кінооператорів | 4 лютого 2017              | Найкращий кінооператор прокатного фільму | Ґреґ Фрейзер                            | В очікуванні               | [ 3 ]                      |
| Кінопремія Голлівуду                   | 6 листопада 2016           | Найкращий акторка другого плану          | Ніколь Кідман                           | Перемога                   | [ 4 ]                      |
| Премія AACTA                           | 6 січня 2017               | Найкращий фільм                          | «Лев»                                   | Номінація                  | [ 5 ] [ 6 ]                |
| Премія AACTA                           | 6 січня 2017               | Найкращий режисер                        | Гарт Девіс                              | Номінація                  | [ 5 ] [ 6 ]                |
| Премія AACTA                           | 6 січня 2017               | Найкращий актор другого плану            | Дев Пател                               | Перемога                   | [ 5 ] [ 6 ]                |
| Премія AACTA                           | 6 січня 2017               | Найкраща акторка другого плану           | Ніколь Кідман                           | Перемога                   | [ 5 ] [ 6 ]                |
| Премія AACTA                           | 6 січня 2017               | Найкращий сценарій                       | Люк Дейвіс                              | Номінація                  | [ 5 ] [ 6 ]                |
| Премія БАФТА                           | 12 лютого 2017             | Найкращий актор другого плану            | Дев Пател                               | Перемога                   | [ 7 ]                      |
| Премія БАФТА                           | 12 лютого 2017             | Найкраща акторка другого плану           | Ніколь Кідман                           | Номінація                  | [ 7 ]                      |
| Премія БАФТА                           | 12 лютого 2017             | Найкращий адаптований сценарій           | Люк Дейвіс                              | Перемога                   | [ 7 ]                      |
| Премія БАФТА                           | 12 лютого 2017             | Найкращий оператор                       | Ґреґ Фрейзер                            | Номінація                  | [ 7 ]                      |
| Премія БАФТА                           | 12 лютого 2017             | Найкраща музика                          | Гаушка, Дастін О'Галлоран               | Номінація                  | [ 7 ]                      |
| Премія Гільдії кіноакторів США         | 29 січня 2017              | Найкращий актор другого плану            | Дев Пател                               | В очікуванні               | [ 8 ]                      |
| Премія Гільдії кіноакторів США         | 29 січня 2017              | Найкраща акторка другого плану           | Ніколь Кідман                           | В очікуванні               | [ 8 ]                      |
| Премія Гільдії продюсерів США          | 28 січня 2017              | Найкращий продюсер фільму                | Ейн Каннінг, Енджі Філдер, Еміль Шерман | В очікуванні               | [ 9 ]                      |
| Премія Гільдії режисерів США           | 4 лютого 2017              | Найкращий режисер                        | Гарт Девіс                              | В очікуванні               | [ 10 ]                     |
| Премія Гільдії режисерів США           | 4 лютого 2017              | Найкращий режисер-дебютант               | Гарт Девіс                              | В очікуванні               | [ 10 ]                     |
| Премія «Золотий глобус»                | 8 січня 2017               | Найкращий фільм — драма                  | «Лев»                                   | Номінація                  | [ 11 ] [ 12 ]              |
| Премія «Золотий глобус»                | 8 січня 2017               | Найкращий актор другого плану            | Дев Пател                               | Номінація                  | [ 11 ] [ 12 ]              |
| Премія «Золотий глобус»                | 8 січня 2017               | Найкраща акторка другого плану           | Ніколь Кідман                           | Номінація                  | [ 11 ] [ 12 ]              |
| Премія «Золотий глобус»                | 8 січня 2017               | Найкраща музика                          | Дастін О'Галлоран, Гаушка               | Номінація                  | [ 11 ] [ 12 ]              |